# چاه عمیق آستان قدس (۲)
چاه عمیق آستان قدس یک منطقهٔ مسکونی در ایران است که در دهستان بیزکی واقع شده‌است.